# Murielle Magellan
Pour les articles homonymes, voir Magellan.
Murielle Magellan, née Dbjay en 1967 à Limoges (Haute-Vienne), est une écrivaine, metteuse en scène et réalisatrice française.

## Biographie

### Enfance et formation
Elle grandit à Montauban dans le Tarn-et-Garonne. Son père est médecin. Elle est originaire d’une famille juive berbère, de la ville algérienne de Bejaïa, en Kabylie,.  
Elle obtient une maîtrise en littérature moderne et suit des cours de chanson au Studio des variétés et une formation de comédienne à l’École du théâtre national de Chaillot. Puis elle se consacre à l'écriture sous ses diverses formes, ainsi qu'à la mise en scène de spectacle vivant. 

### Carrière

#### Théâtre
En 2002, elle obtient le prix Cinéâtre-Beaumarchais pour sa pièce Pierre et Papillon, succès à Avignon puis à Paris (Théâtre des Mathurins (2003)),. 
En 2004, sa pièce Traits d'union est montée par Bernard Murat et jouée par François Marthouret et Caroline Silhol. 
En 2006, elle crée avec Anne Giafferi la mini-série Les Petits Meurtres en famille, avec Elsa Zylberstein, Bruno Todeschini et Marius Colucci, qui obtient le Globe de Cristal 2006. Les personnages Larosière et Lampion sont repris pour la série Les Petits Meurtres d'Agatha Christie. 
Elle participe comme autrice et metteuse en scène aux éditions de 2012, 2013, et 2014 du festival Le Paris Des Femmes. Elle travaille entre autres sur les textes de Véronique Ovaldé, Véronique Olmi, Delphine de Vigan, Emily Freche, Delphine De Malherbe, ou Anne Dodemans avec des acteurs comme Ariane Ascaride, Audrey Dana, Catherine Arditi, Isabelle Carré, Arié Elmaleh, Clémentine Yelnik, Océanerosemarie, Fabian Richard ou Franck Mercadal et avec les chanteurs Julia Sarr, Jean-Chavot ainsi que la batteuse Lucie Antunes qui participe à l'édition 2015,. Durant la même période, elle dirige également deux mises en espace au Festival des correspondances de Grignan (texte de Carine Lacroix, avec Léa Drucker et Oceanerosemarie ; texte de J.-B. Patricot avec Marie Bunel et Patrick Catalifo).
En 2013, elle met en scène et participe à l'écriture du seule en scène Océanerosemarie, la lesbienne invisible (Théâtre du Gymnase, La Cigale, L'alhambra).
En Septembre 2016, sa pièce L'Éveil du chameau est créée au Théâtre de l'Atelier, avec Pascal Elbé, Barbara Shultz et Valérie Decobert, et mise en scène par Anouche Setbon.
En février 2017, elle co-organise (avec Agnès Vannouvong et Claire Barré) un événement autour de l'indocilité et la création au Silencio.
En septembre 2017, le spectacle Indociles, co-écrit et mis en scène avec Audrey Dana (avec Audrey Dana et Lucie Antunes), est créé au théâtre des Mathurins,. Certains des textes du spectacle sont extraits des romans Les Indociles et Un refrain sur les murs.

#### Littérature
En 2007, elle publie son premier roman chez Julliard : Le Lendemain Gabrielle. 
En 2011, elle publie son deuxième roman chez Julliard, Un refrain sur les murs, qui obtient le prix Gael Magazine et le Prix Horizon du deuxième roman. Il raconte l'histoire d'Isabelle, une femme divorcée qui consacre sa vie à ses enfants et à l'enseignement lorsqu'une rencontre vient tout bouleverser. 
En 2014 parait son troisième roman N'oublie pas les oiseaux, chez Julliard, sélectionné par le Prix Lire-RTL 2014 et dans la première liste du Prix Orange 2014,,. Il s'agit d'un livre autobiographique racontant l’histoire d’une jeune et timide provinciale arrivant à Paris pour devenir chanteuse. Il parle notamment de sa relation avec le metteur en scène Francis Morane.
En janvier 2016 parait son quatrième roman Les Indociles, chez Julliard,; il est sélectionné pour le Prix de La Closerie des Lilas 2016.
En, 2016, elle participe au recueil de nouvelles Variations autour de Lolita chez Louison Editions, aux côtés d'écrivains comme Philippe Besson, Emmanuelle Richard, Christophe Tison, Nicolas Rey, Catherine Locandro ou Claire Berest.
En janvier 2019 parait son cinquième roman : Changer le sens des rivières,. Il est finaliste du Prix de la Closerie des Lilas et obtient le Prix du public du Salon du livre de Genève et le Prix Albert Bichot,,. Le livre est adapté au cinéma par Jean-Pierre Améris, avec Louane et Michel Blanc, avec le titre Marie-Line et son juge,. Le film sort en septembre 2023,. 
En septembre 2021 parait son roman Géantes aux éditions Mialet-Barrault (Flammarion), qui raconte l'histoire d'une femme qui ne cesse de grandir,.
En 2023 est publié La fantaisie. Il s'agit de son septième roman. Le livre raconte l’histoire de Mona qui emménage dans une tour de la banlieue parisienne. Elle découvre dans son appartement un tiroir scellé où se cache un livre, écrit par l'homme qui louait l'appartement vingt ans auparavant. Elle tente alors de le retrouver mais l'homme n'est pas celui auquel elle s'attendait. Le roman fait partie de la première sélection du Prix des Romancières 2024 et des finalistes du prix Vialatte 2024,,. « Une belle leçon entre fantaisie et mélancolie » indique Le Figaro. 

#### Télévision et cinéma
En 2009, elle co-écrit avec le réalisateur Jean-Pierre Améris le téléfilm La Joie de vivre, adapté du roman d'Émile Zola. 
En 2012, elle participe à l'écriture du film Tata Bakhta, de Merzak Allouache. Elle anime également l'écriture d'une pièce interactive dans le cadre de l'émission littéraire Au Field de la nuit, sur TF1.  
Elle co-écrit ensuite Sous les jupes des filles, réalisé par Audrey Dana et sorti en juin 2014. 
Puis, elle co-écrit avec Jean Chavot L'Héritière réalisé par Alain Tasma, diffusé sur France télévision en 2015 et sélectionné au Festival de La Rochelle. Elle est par ailleurs co-scénariste du film Une famille à louer réalisé par Jean-Pierre Améris, avec Benoit Poelvorde et Virginie Effira, sorti en août 2015. Sa pièce L'Éveil du Chameau est adaptée au cinéma par Anne Giafferi, sous le titre Ange et Gabrielle, avec Patrick Bruel et Isabelle Carré. Le film sort en novembre 2015.
En 2018, elle adapte le roman Illettré de Cécile Ladjali, pour le réalisateur Jean-Pierre Améris. Le téléfilm est sélectionné au Festival de la fiction de La Rochelle et diffusé sur France 3.
En 2019, elle réalise son premier téléfilm, Moi, grosse, adapté du livre On ne naît pas grosse de Gabrielle Deydier sur la grossophobie ; il est diffusé sur France 2 en mai 2019,.
En 2022, elle réalise son premier film pour le cinéma, La Page blanche, avec Sara Giraudeau, tiré de la BD de Pénolope Bagieu et Boulet,,. Il raconte l'histoire d'une femme qui se retrouve assise seule sur un banc parisien mais qui ne se souvient de rien.
En 2024, elle signe pour France 2 le scénario d'un nouveau téléfilm, intitulé Danse ta vie, qui sera réalisé par Jean-Pierre Améris.

#### Autres activités
À partir de 2018, avec son amie, l'écrivaine Cécile Ladjali, elle va à la rencontre des lycéens pour raconter son parcours et aborder le racisme, l’antisémitisme et les communautarismes,.

### Vie privée
Elle est en couple avec le réalisateur Jean-Pierre Améris avec qui elle écrit. Elle a un fils avec le metteur en scène Francis Morane. 

## Publications

### Romans
- Le Lendemain Gabrielle, Paris, Éditions Julliard, 2007, 186 p.  (ISBN 978-2-260-01732-5)
- Un refrain sur les murs, Paris, Éditions Julliard, 2011, 248 p.  (ISBN 978-2-260-01856-8)
- N’oublie pas les oiseaux, Paris, Éditions Julliard, 2014, 340 p.  (ISBN 978-2-260-02071-4)
- Les Indociles, Paris, Éditions Julliard, 2015, 234 p.  (ISBN 2-260-02411-4)
- Changer le sens des rivières, Editions Julliard, 2019
- Géantes, Mialet-Barrault Éditeurs (Flammarion), 2021
- La fantaisie, Mialet-Barrault Éditeurs (Flammarion), 2023

### Bande dessinée
- La Lesbienne invisible (bande dessinée), d'après le spectacle d'Océanerosemarie, dessins de Sandrine Revel, Delcourt, 2013  (ISBN 978-2-7560-4010-3)

## Filmographie

### Scénariste

#### Télévision
- 1999 : Mission protection rapprochée (série télévisée), 1 épisode
- 2002-2006 : P.J. (série télévisée), saisons 11 à 21 (11 épisodes, 2003-2008)
- 2004 : Léa Parker (série télévisée), 1 épisode - idée originale et scénario
- 2005 : Père et maire (série télévisée), 1 épisode - idée originale et histoire
- 2006 : Petits Meurtres en famille (série télévisée), saison 1, réalisé par Edwin Baylee - scénario et dialogues (4 épisodes)
- 2008 : Clara Sheller (série télévisée), 1 épisode
- 2008-2018 : Les Petits Meurtres d'Agatha Christie (série télévisée) - créatrice et scénariste (16 épisodes)
- 2011 : Tata Bakhta (téléfilm) de Merzak Allouache
- 2012 : La Joie de vivre (téléfilm) de Jean-Pierre Améris[53]
- 2014 : L'Héritière (téléfilm) d'Alain Tasma
- 2018 : Illettré (téléfilm) de Jean-Pierre Améris
- 2019 : Moi, grosse (téléfilm) d'elle-même - d'après le livre On ne naît pas grosse de Gabrielle Deydier
- 2024 : Danse ta vie (téléfilm)

#### Cinéma
- 2008 : Un homme et son chien de Francis Huster - dialogues
- 2014 : Sous les jupes des filles d'Audrey Dana - scénario et dialogues
- 2015 : Une famille à louer de Jean-Pierre Améris
- 2017 : Si j'étais un homme d'Audrey Dana - adaptation et dialogues
- 2020 : Profession du père de Jean-Pierre Améris - adaptation, dialogues et scénario
- 2022 : Les Folies fermières de Jean-Pierre Améris - collaboration
- 2022 : La Page blanche d'elle-même - scénario et dialogues

### Réalisatrice
- 2019 : Moi, grosse (téléfilm, France 2)
- 2022 : La Page blanche

### Actrice
- 2021 : Disons aujourd'hui! (court métrage)

### Adaptation de son œuvre par d'autres
- 2015 : Ange et Gabrielle, d'Anne Giafferi - adaptation de sa pièce L'Éveil du chameau
- 2023 : Marie-Line et son juge, de Jean-Pierre Améris - adapté de son roman Changer le sens des rivières

## Théâtre

### Autrice
- La Saveur Subtile des dinosaures
- Pierre et Papillon, ou L'Histoire d’un amour décalé (Éditions L'Avant-scène, collection les 4 vents)
- Traits d'union (Editions L'Avant-scène)
- États des lieux
- Boomerang
- L’Éveil du chameau (Editions Dacres)
- Je suis ta mémoire
- Le Bruit des autres (avec les internautes de l'émission Au Field de la nuit, Éditions Flammarion)

### Metteuse en scène
- Océanerosemarie, la lesbienne invisible
- Le Paris des femmes (Éditions 2013 et 2014)